# Gut Herberhausen

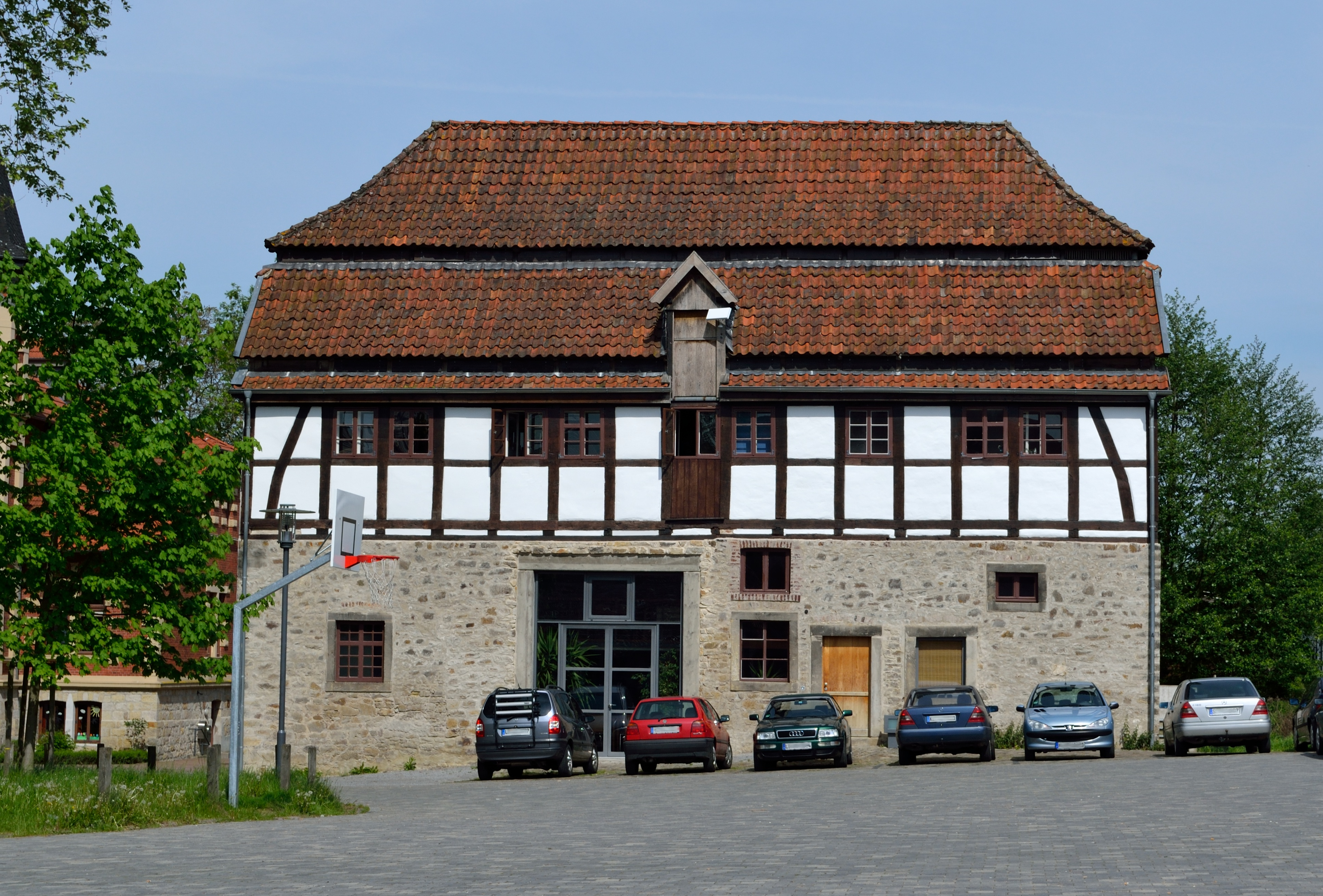
Speicher

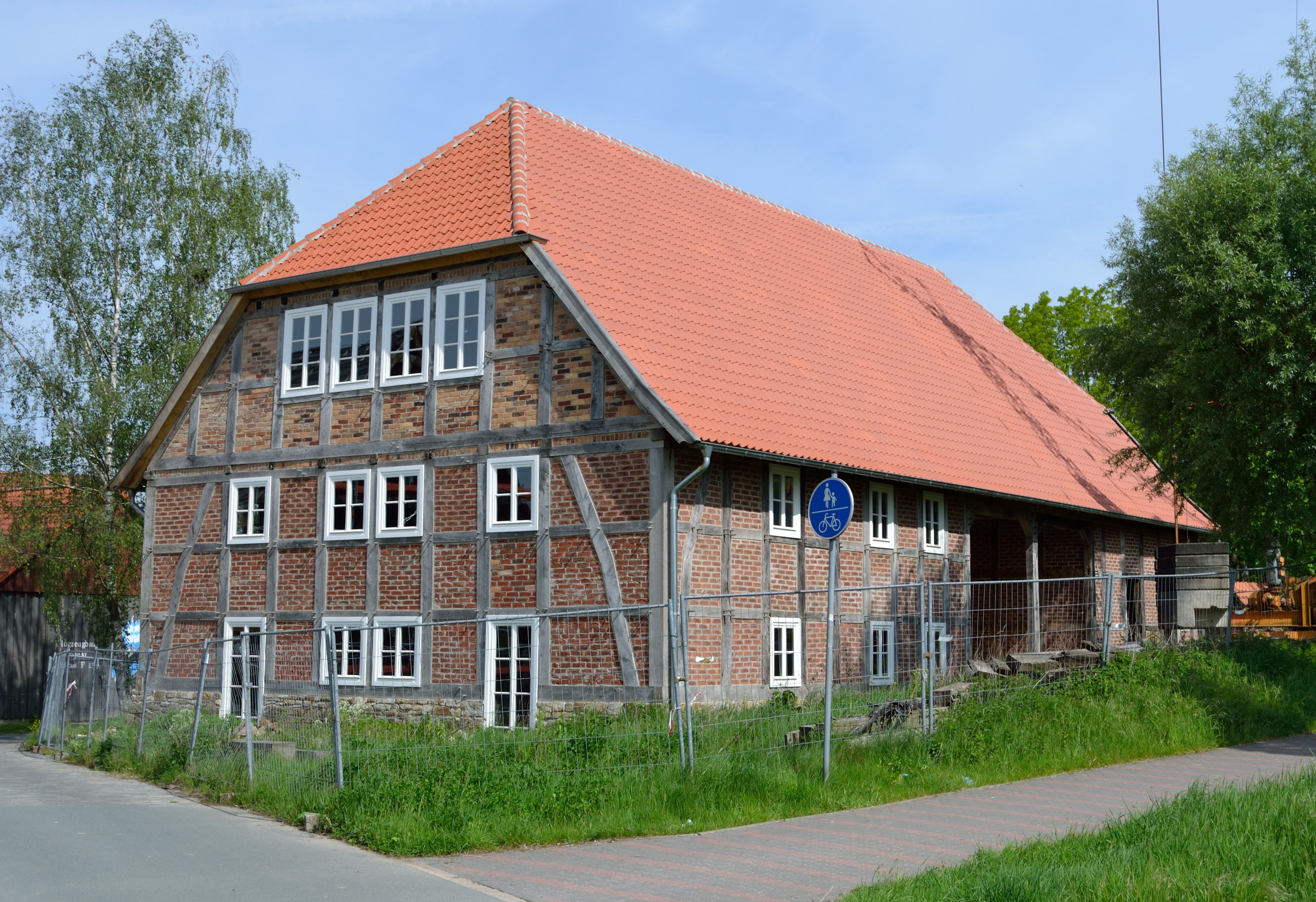
Torhaus

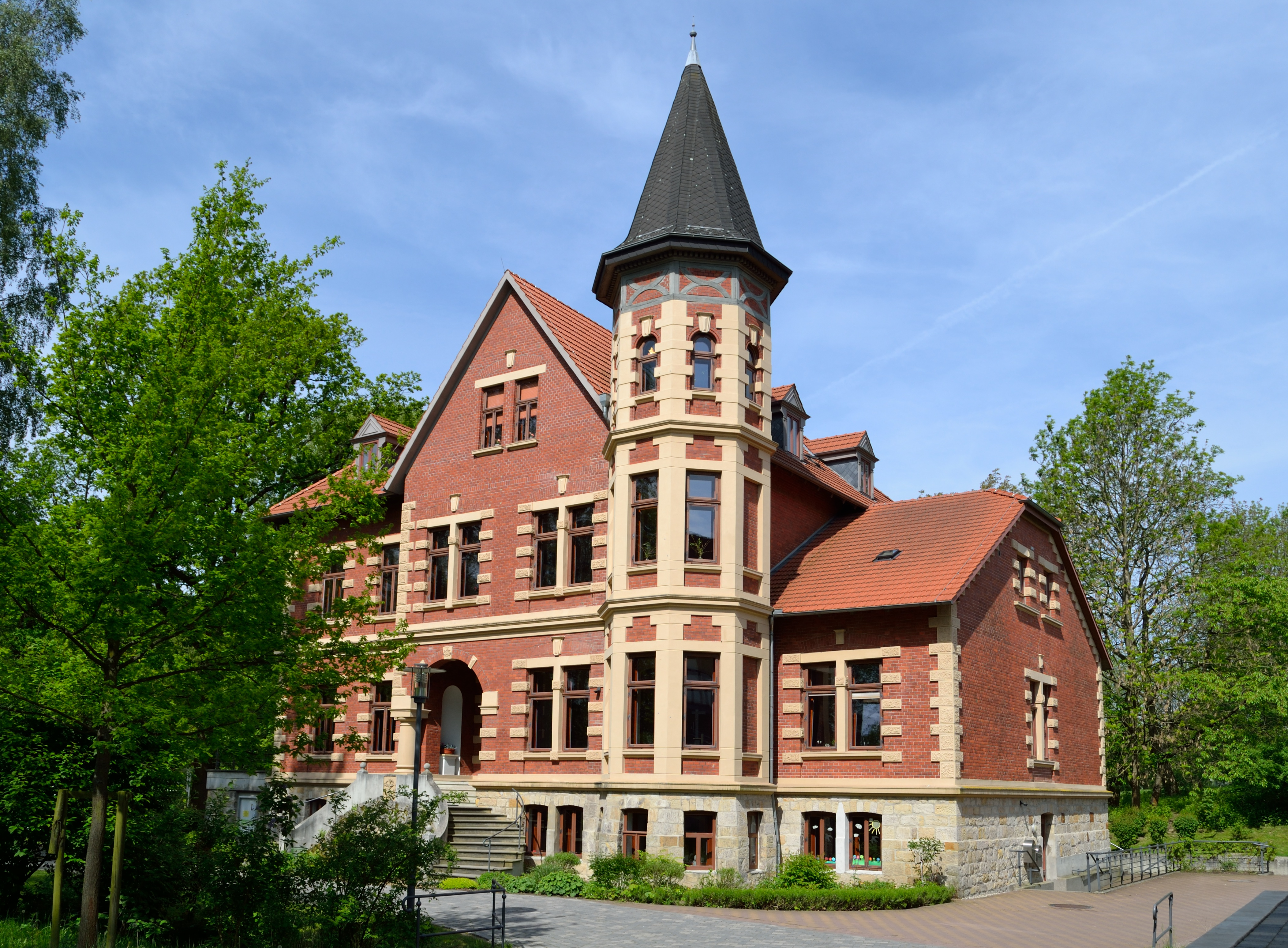
Wohnhaus

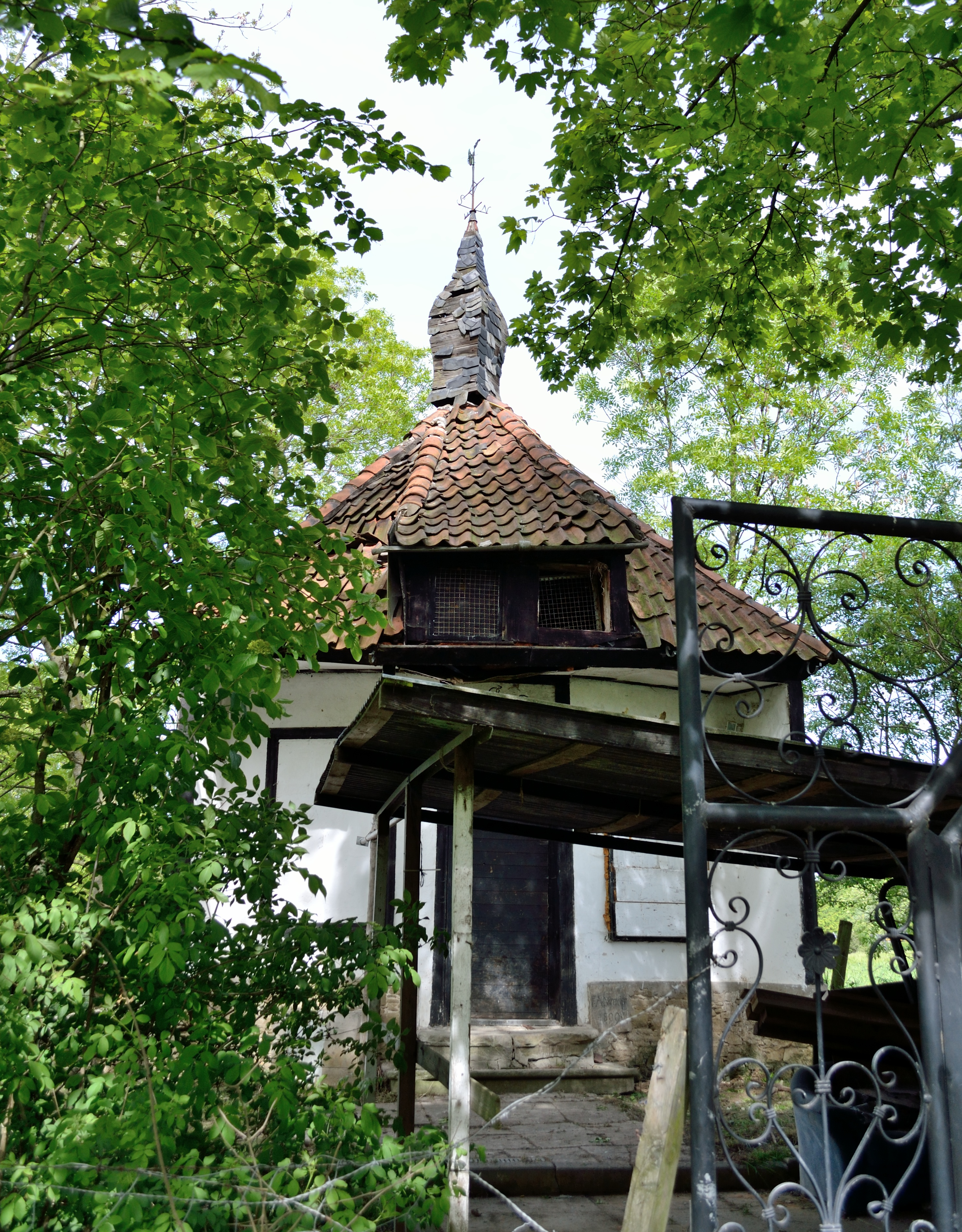
Gartenpavillon

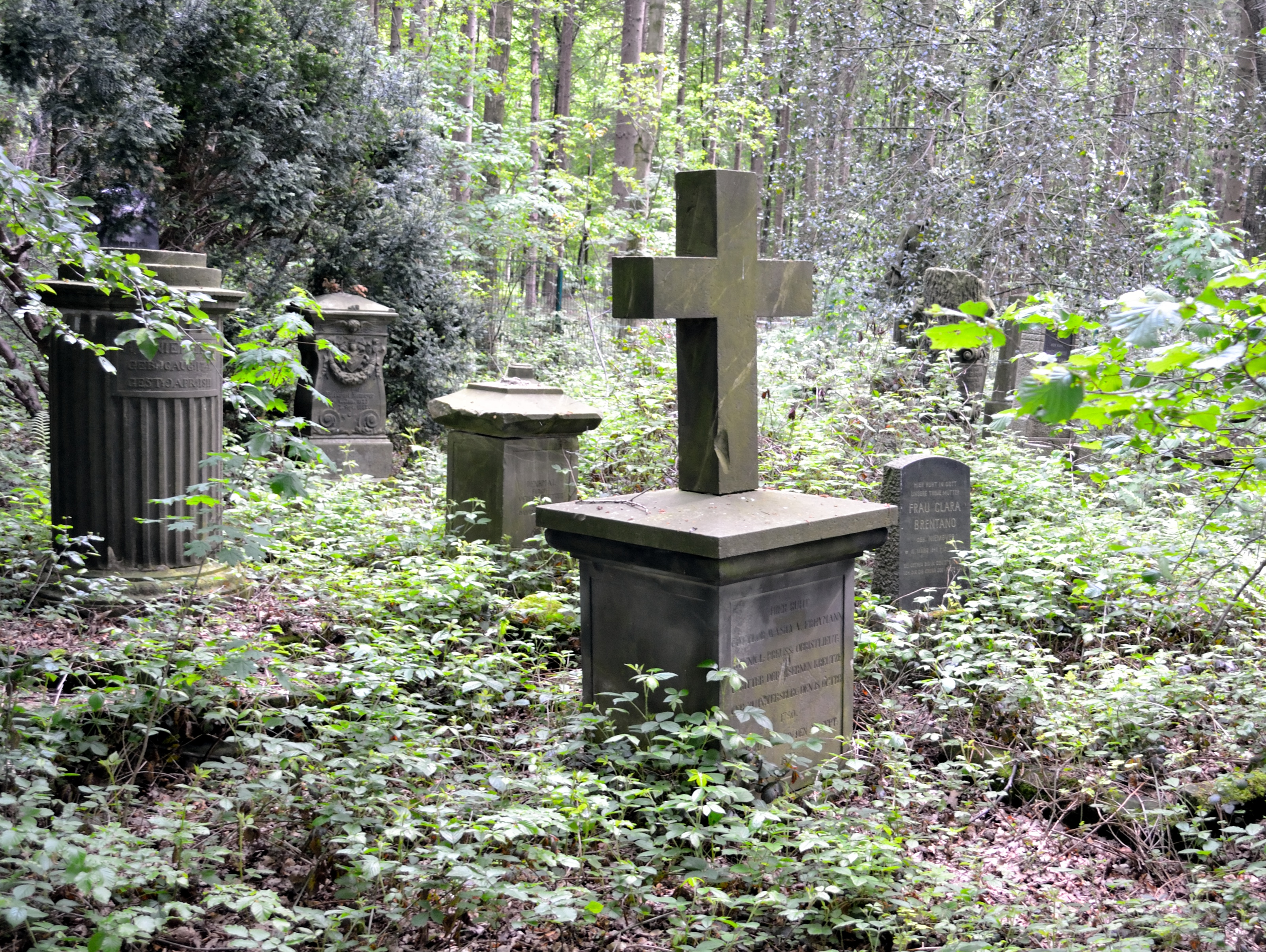
Friedhof

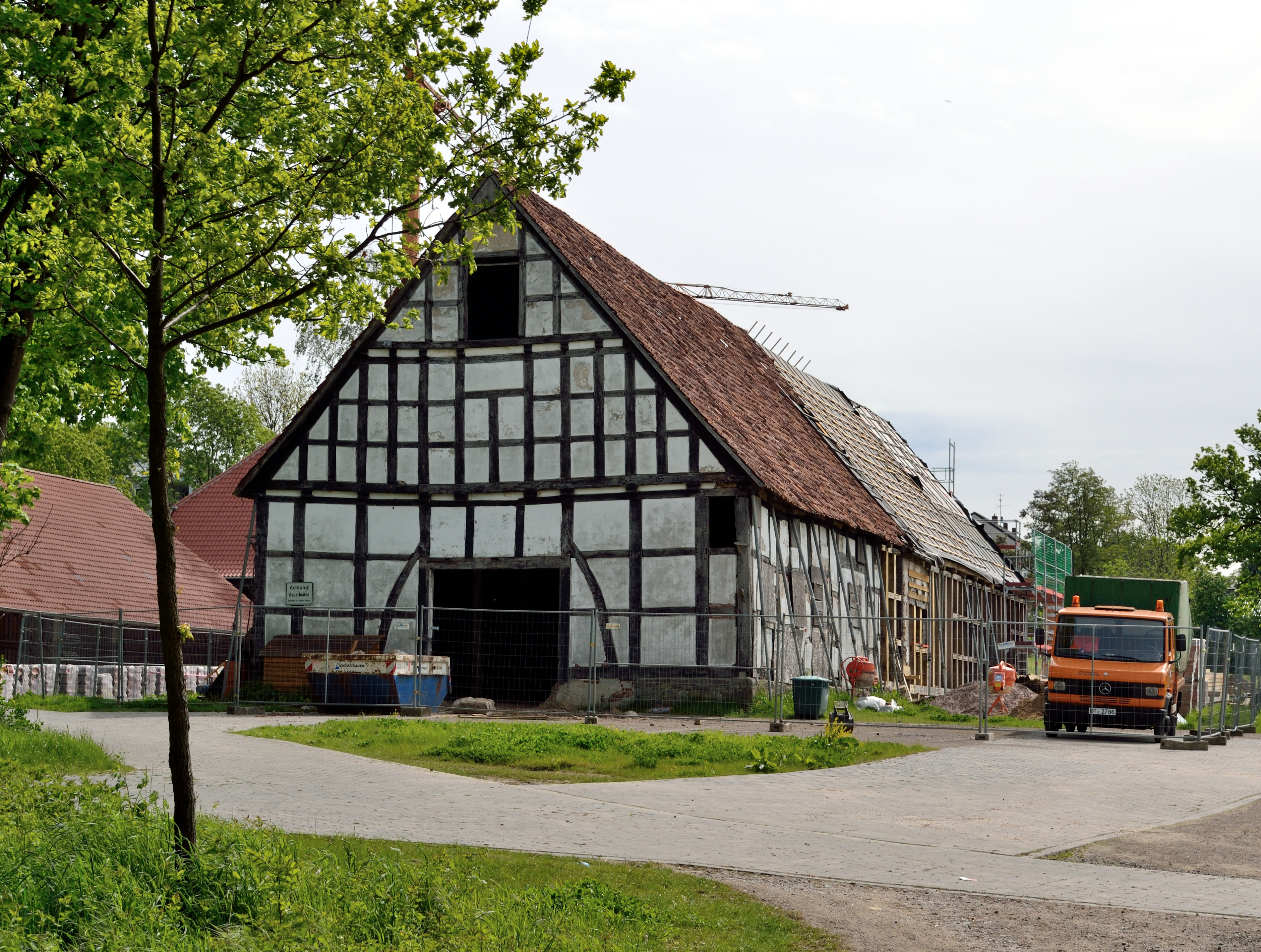
Kuhstall

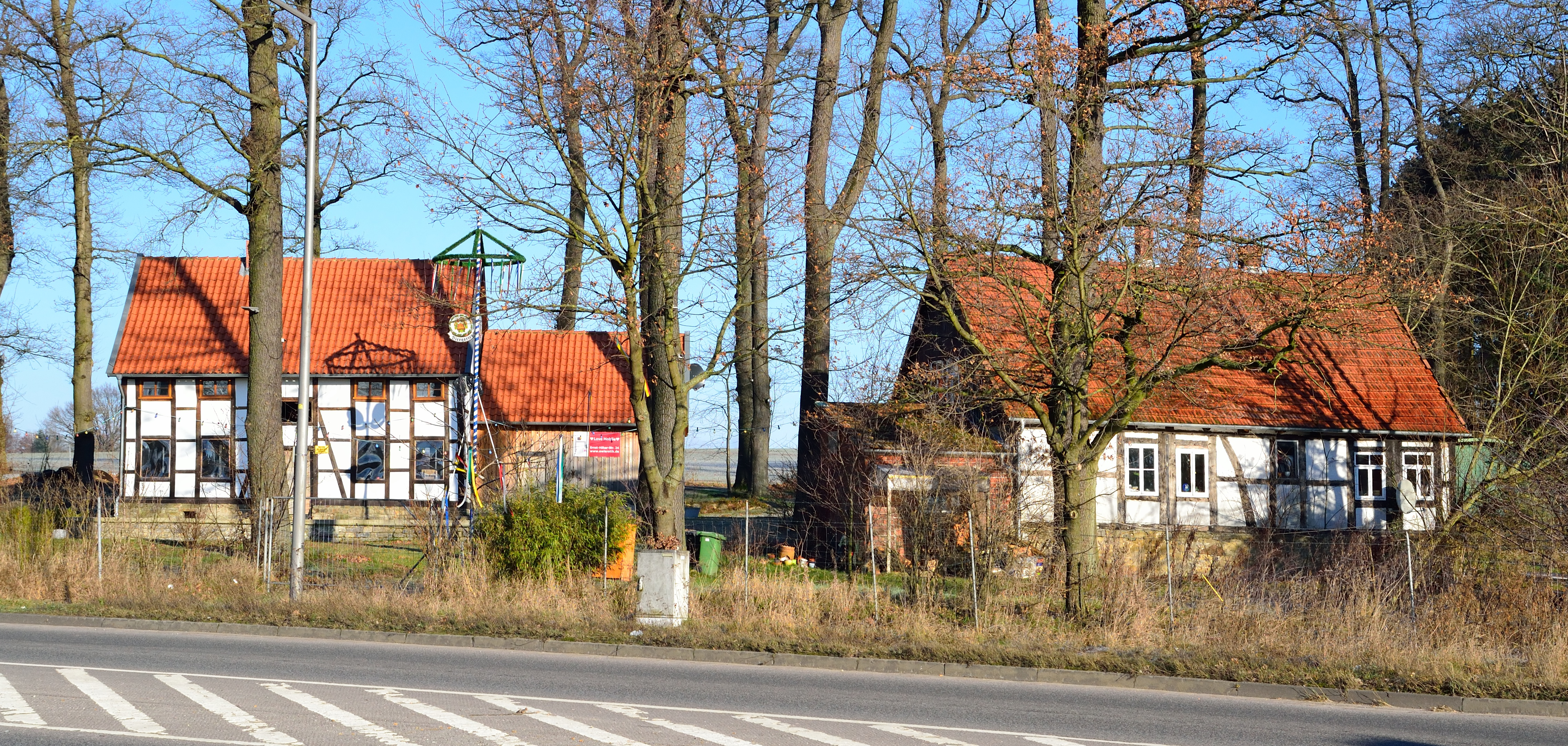
Arbeiterhäuser

Gut Herberhausen ist der Name eines ehemaligen Rittergutes im Detmolder Ortsteil Hakedahl. Die Geschichte des Gutes lässt sich bis ins 15. Jahrhundert zurückverfolgen. Von dem Gebäudeensemble sind acht Objekte in der Denkmalliste der Stadt Detmold eingetragen.

## Geschichte
Die erste urkundliche Erwähnung findet sich im Lehnsregister von 1411. Das Ministerialengeschlecht von dem Busche (auch: von dem Bussche) wird als Besitzer des Niedernhof zu Herbergehusen geführt. Als letzter aus der Detmolder Linie vererbte Alhard von dem Busche († 1512) seine Lehen an seinen Schwiegersohn Heidenreich von Exterde.
Bis zur Mitte des 18. Jahrhunderts blieb das Gut im Familienbesitz. Mittlerweile hoch verschuldet, wurde es 1760 zwangsversteigert. Den Zuschlag erhielt der Notar Sölter, der das Gut im Auftrag der Grafen zur Lippe, Ludwig Henrich Adolph und Wilhelm Albrecht Ernst zu Brake, erwarb. Nachdem diese den Kaufpreis nicht aufbringen konnten, übernahm es 1761 die mitbietende Oberamtmännin Hornhardt zusammen mit ihrer Tochter, der Amtmännin Niemeyer, für 27.050 Reichstaler. Nach dem Tod der Oberamtmännin am 4. September 1776 fiel das Anwesen an ihre Tochter. 1861 gelangte durch Eheschließung zwischen Friedrich August Niemeyer (* 1826) und Clementine Karoline Henriette Becker das Gut Röhrentrup nördlich von Detmold ebenfalls in Familienbesitz. Am 27. September 1904 vermählte sich Heinrich Christian Eberhard Niemeyer mit Erika Gertrud Freyer und bewohnte mit ihr fortan das Gut Röhrentrup. Gut Herberhausen wurde verpachtet, zuerst an einen Landwirt aus Schötmar, später an die Stadt Detmold. Als letzter Niemeyer starb im Januar 1926 Heinz Friedrich August Reinhard Gunther im Alter von 14 Jahren. Seine verwitwete Mutter hatte zwei Jahre zuvor einen Lehrer ihres Sohnes, Hermann Friedrich Middendorp, geheiratet. Nach dem Tod der Frau ging das Gut damit in den Besitz der Middendorps über. Middendorp überlebte seine Frau um zwei Jahre und starb 1956. Herberhausen vermachte er seinen vier Geschwistern.
Bis in die 1980er Jahre wurde auf dem Gut Landwirtschaft betrieben. Seit 1999 befindet es sich im Besitz der Stadt Detmold, die sich seitdem um die Sanierung kümmert.
Im Flurbuch von Herberhausen war die Größe des Rittergutes mit 130 ha, 51 Ar und 41 m² angegeben. Es erstreckte sich vor allem in Nord-Süd-Richtung. Im 20. Jahrhundert wurde das Gelände durch den Fliegerhorst und Industrie- und Wohnsiedlungen im Südwesten sowie Siedlungsbau in Richtung Hakedahl, wozu insbesondere die ehemalige NATO-Siedlung am Apenberge zählt, verkleinert.

## Einzelbeschreibung der Objekte

### Speicher
Der Speicher ist der älteste erhaltene Teil des Rittergutes. Der Kernbau im westlichen Teil des Speichers stammt aus der Zeit vor 1600, in seiner heutigen Form entstand das Gebäude 1825–27.
Das Gebäude besteht aus einem Erdgeschoss aus Sandstein, darüber befindet sich das Obergeschoss in Fachwerkbauweise. Obergeschoss und Dachgeschoss dienten als Speicherböden. Zu Belüftungszwecken wird das Sparrendach in zwei Reihen durch Aufschieblinge angehoben. Ladeluken befinden sich an der östlichen Giebelseite und der südlichen Traufseite. Die Fenster und Türen im Erdgeschoss sind von Werksteinquadern eingefasst, darüber sind teilweise noch Entlastungsbögen aus roten Ziegeln zu erkennen. Im westlichen Teil des Erdgeschosses befand sich in früheren Zeiten ein deelenhoher Raum. Unterzüge trugen die Decke, in der Wand lagen sie auf Kragsteinen, in der Raummitte wurden die Unterzüge von zwei gefasten Säulen gestützt. Zu einem späteren Zeitpunkt wurde der Raum durch eine preußische Kappendecke vertikal geteilt.
An der Westseite des Speichers ist ein Bruchsteinanbau teilweise erhalten.
Nach einer Bestandsaufnahme und Untersuchungen ab 2001 ist der Speicher in den Jahren 2004 bis 2009 saniert worden.

### Torhaus
Das Torhaus an der Ostseite Gutes stammt aus der Zeit um 1800. Es handelt sich hierbei um einen Fachwerkbau auf Natursteinsockel. Das Sparrendach ist in Krüppelwalm-Form ausgeführt und mit roten Pfannen eingedeckt. Ursprünglich bestand es aus drei Gebinden und wurde bei einer späteren Erneuerung steiler mit nur noch zwei Gebinden gebaut. Durch das Gebäude verliefen zeitweise bis zu vier Querdurchfahrten, die teilweise später entstanden sind. Alle Durchfahrten waren vor der Wiederherstellung durch die Detmolder Fachschule für Baudenkmalpflege mit Fachwerk zugesetzt. Die Torständer stehen auf sich verjüngenden Sandsteinpostamenten.
Das Gebäude bot für die Arbeiter des Gutes Wohn- und Wirtschaftsräume. Im Inneren sind teilweise noch bauzeitliche Fachwerkwände und Raumstrukturen im nördlichen Gebäudeteil erhalten. Ebenso erhalten sind einige alte Türen und Fenster.

### Wohnhaus
Das Wohnhaus wurde 1897 unter Heinrich Christian Eberhard Niemeyer errichtet und ersetzt das nicht mehr erhaltene, etwas weiter südlich gelegene und von einem Graben umgebene Herrenhaus. Das zweigeschossige Haus besteht aus rotem Backstein mit Werksteingliederung auf hohem Bruchsteinsockel. Das in der Mitte abgeflachte Walmdach ist mit roten Betondachziegeln eingedeckt. An der Südostseite vorgesetzt ist ein dreigeschossiger, achteckiger Turm mit schieferbedecktem Dach, links daneben ein zweigeschossiger Risalit mit Zwerchdach. Hier führt eine doppelläufige Freitreppe zum Haupteingang mit Rundbogenarkade und linksseitiger Werksteinsäule. Rechts vom Turm befindet sich ein eingeschossiger Anbau mit Krüppelwalmdach. Ein dreigeschossiger Risalit mit Zwerchdach an der Nordwestseite beherbergt das Treppenhaus. An der Südwestseite des Hauses steht ein zweigeschossiger Söller, im Dach des Haupthauses erhebt sich auch hier wieder ein Zwerchhaus.
Im Inneren des Hauses sind wesentliche Teile der repräsentativen Ausstattung erhalten, darunter die Holzpodesttreppe, Stuckdecken, Türen und Wandtäfelungen.
Seit 2003 wird das Gebäude gemeinsam von der lutherischen Kirchengemeinde Detmold und der reformierten Kirchengemeinde Detmold-Ost als Haus der Kirche genutzt.

### Gartenpavillon
Der Gartenpavillon wurde ebenso wie das Wohnhaus von Heinrich Christian Eberhard Niemeyer vor 1916 erbaut. Das fünfeckige Gebäude soll das einzige massiv errichtete Gartenhaus Detmolds sein und ist daher von besonderer historischer Bedeutung. Das Walmdach hat oberhalb des Eingangs eine Gaube. Die Spitze ziert ein geschweifter, schieferbedeckter Turm aus Holz, darauf befindet sich ein Wetterhahn. Über dem Eingang findet sich die Inschrift „Für mich und meine Freunde“. Ein Werksteinblock im Bruchsteinsockel rechts von der Eingangstür trägt die Inschrift „F. A. Niemeier 1809“.

### Friedhof
Südwestlich des Guts liegt in einem kleinen Waldstück der ehemalige Gutsfriedhof. Die 28 Grabsteine bestehen aus Marmor, Granit, Sandstein oder Kunststein und weisen unterschiedliche Formen auf. Der vermutliche älteste Grabstein gedenkt Rosine Louise Niemeier, geb. Hornhardt (* 19. Februar 1731, † 1. Dezember 1793). Ebenfalls hier bestattet ist der am 25. Dezember 1956 verstorbene Hermann Middendorp.
Der Friedhof wurde in den 1990er Jahren verwüstet und ist mittlerweile von einem hohen Gitterzaun umgeben, so dass nur noch geführte Besichtigungen möglich sind.

### Kuhstall
Der Kuhstall am östlichen Gutsrand stammt aus dem Jahr 1787. Der 47 Meter lange und 11 Meter breite Fachwerkbau wurde anfangs als Schafstall genutzt und beherbergte später bis zu 150 Rinder. Er ist in Vierständer-Bauweise errichtet, durch eine Stützkonstruktion ist im Inneren ein großer Hallenraum. Der Zugang erfolgt auf der Westseite. Die ursprüngliche Querdurchfahrt ist zu einem späteren Zeitpunkt mit Fachwerk verschlossen worden. Traufenseitig zum Hof befinden sich zwei Aufzugsgauben mit weit vorgezogenem Dach.
Seit 2011 wird das Gebäude von der Detmolder Fachschule für Baudenkmalpflege des Felix-Fechenbach-Berufskollegs saniert. Dabei ist der nicht geschützte nachträgliche südliche Anbau mit Schleppdach entfernt worden. Die Sanierungsarbeiten sollen 2014 abgeschlossen sein.

### Arbeiterhäuser
Am westlichen Rand des Herberhauser Waldes befinden sich zwei einfache Fachwerk-Arbeiterhäuser, die in der ersten Hälfte des 19. Jahrhunderts erbaut wurden. Wohnten die Arbeiter zuvor im Torhaus auf dem Gutsgelände, machte die Ausweitung des landwirtschaftlichen Betriebs die Errichtung weiterer Unterkünfte notwendig.
Gemeinsam haben beide Häuser den erhöhten Bruchsteinsockel und das mit roten Ziegelhohlpfannen gedeckte Satteldach.
Das westliche Haus, Ernst-Hilker-Straße 24, ist eineinhalbgeschossig. Das Fachwerk geht bis weit unter die Giebelseiten, nur ein kleiner Bereich in der Spitze ist verbrettert. Zur Südseite hat das Gebäude vier symmetrisch angelegte Fensterachsen, in der Mitte führt eine vierstufige Freitreppe zum Haupteingang. Auf der Rückseite befindet sich ein Stallanbau mit Schleppdach, unterhalb des östlichen Giebels ein Holzschuppen, dieser wie das Haupthaus mit Satteldach.
Das Gebäude Ernst-Hilker-Straße 26 weist eine Höhe von lediglich zwei Gefachen auf. Das westliche Giebeldreieck ist komplett, das östliche zur Hälfte mit Holz verkleidet. Der Zugang erfolgt von Norden. An der Westseite hat das Haus einen Stallanbau aus Ziegelsteinen mit Pultdach.